# Ivana Carla Hubsch
Ivana Carla Hübsch, modelo brasileira do Paraná, é a terceira representante de seu estado a ganhar o título de Miss Brasil Internacional. Conquistou a coroa em 1990, nove anos após Taiomara Rocio obter o título, em 1981.